# Сарвер, Джефф
Джефф Сарвер (род. 14 мая 1978 г. в Кингстоне) — канадский и финский шахматист, чемпион мира по шахматам в категории до 10 лет в Пуэрто-Рико в 1986 году.

## Ранняя карьера
Джефф узнал о правилах шахматной игры ещё в 4 года от своей старшей сестры Юлии, а уже в возрасте 6-ти лет начал играть в шахматном клубе в Нью-Йорке (Manhattan Chess Club), ранее одним из наиболее престижных в мире. Председатель этого клуба Брюс Пандолфини, будучи под впечатлением от маленькой шахматной парочки, обеспечил им пожизненные членства в клубе, которые обычно были зарезервированы для гроссмейстеров.
Каждый год, в честь Дня Канады (национальный праздник в Канаде) на Парламентском холме в Оттаве, Джеф (по исполнению 7-ми лет) веселил толпы людей, играя с сорока игроками одновременно, так называемый сеанс одновременной игры. Также появлялся в Вашингтонском парке в Нью-Йорке, где играл в быстрые шахматы и приковывал внимание зрителей, которые наблюдали за его игрой.

## Публичная жизнь
Когда Джефу было 8 лет, его энтузиазм, который он проявлял к шахматам, приковал внимание гроссмейстера Эдмара Медниса, который пригласил его для анализа матча Чемпионата мира по шахматам в 1986 г. между Гарри Каспаровым и Анатолием Каповым на PBS (телевизионная американская станция) Джефф и его сестра Юлия (которая также была чемпионкой мира среди девочек старше 10-ти лет) снова выступили по телевидению, комментируя матч-реванш в 1987 г. После этого события оба стали известны в медийных кругах и начали появляться в разных программах, а также стали темой для документального фильма.
Некоторые журналы, такие как CQ или Sports Illustrated писали статьи о Джеффе и его семье, часто подчеркивая их странный стиль жизни, оспаривая безопасность и развитие шахматной карьеры Джеффа под надзором его отца.
Когда для отца Джеффа стало понятно, что он не сможет в полной мере контролировать жизнь своего сына, он попытался не дать ему продолжать шахматную карьеру. Он вывез свою семью из Нью-Йорка, но его действиям воспрепятствовало Общество Помощи Детям в Онтарио. Огромная статья в одном из наиболее читаемых и формирующих общественное мнение журналов в Соединенных штатах Vanity Fair описала насилие, которому подвергал Джеффа и Юлию их отец Майк, что привело к тому, что соответствующие службы забрали у отца детей и направили их на попечительство приемной семьи. Отец Джеффа не признавал никакие структуры и государственные системы, не пускал детей в школу, применял психическое и физическое насилие по отношению к ним. 
Однако Джефф и Юлия совершили побег из-под присмотра «Общества Помощи Детям» и вернулись к своему отцу. С того момента вся семья скрывалась, проживала в разных странах

## «В поисках Бобби Фишера»
В 1993 г. снят фильм под названием Searching for Bobby Fischer (рус. В поисках Бобби Фишера) (pol. Шахматное детство), в котором Джефф служил образом для «Джонатана Poя». В кульминационной сцене фильма в последнем раунде Джонатан Poй получил предложение о ничье, которого не принял и проиграл. Однако реально Джефф Сарвер и его противник Джошуа Вайцкин ту партию сыграли вничью и разделили первое место. В то время Джеффу было 7, а Джошу 9 лет. Единственная другая партия между шаматистами состоялась в декабре 1985 г. и закончилась победой Джеффа.

## Участие в шахматном турнире после долгих лет перерыва
В сентябре 2007 Джеффа участвовал в X Международном Турнире по быстрым шахматам за Кубок Мальборского Замка. Поскольку он не владел международным рейтингом, ему признали технический зачет 2300 очков. Джефф занял III место на матче с результатом 7 очков в 9 партиях среди 86 участников соревнования, среди которых было 4 гроссмейстера.

## Покер
С декабря 2008 Джефф участвует в European Poker Tour, завершая 5 турниров с денежными наградами, при этом занимая 10 место во время EPT Warsaw в октябре 2009 и 3 место с выигрышем 156.170 Евро в EPT Vilamoura в ноябре 2009. В феврале 2010 года журнал Bluff Europe опубликовал статью о Джеффе Сарвере, его уникальном подходе к покеру, успехах на турнирах и его новой покерной карьере.

## Радиоинтервью
Джефф Сарвер стал героем программы «Интервью» на BBC World Service 19 декабря 2010 года, в которой откровенно рассказал о своей жизни, своих детских переживаниях и своих отношениях с жестоким отцом. Он также рассказал об успешных годах в сфере недвижимости в Соединенных Штатах, когда ему было 20 лет, и о своем нынешнем успехе на профессиональном покерном поприще в Европе, в 30 лет.